# Амірханян Амо Азізович
Амо Азізович Амірханян (10 травня 1906, село Маша, Васпуракан, Західна Вірменія, тепер Туреччина — 16 листопада 1986, місто Баку, тепер Азербайджан) — радянський діяч, журналіст, літературознавець, відповідальний редактор газети «Комуніст». Депутат Верховної ради СРСР 3-го скликання. Кандидат філологічних наук (1948).

## Життєпис
Народився в бідній селянській родині. З дитячих років наймитував. Жив та виховувався у дитячих будинках Вірменської РСР. У 1922 році вступив до комсомолу.
У 1923—1925 роках працював діловодом Народного комісаріату освіти Вірменської РСР. З 1925 року працював завідувачем Еріванського молодіжного клубу, заступником завідувача відділу агітації Еріванського міського комітету ЛКСМ Вірменії, відповідальним секретарем профспілки працівників освіти Нового Баязета та Ечміадзіна, заступником завідувача відділу агітації та теоретичної підготовки ЦК ВЛКСМ.
1931 року переїхав до міста Баку, де навчався в Азербайджанському державному науково-дослідному інституті. Після ліквідації інституту працював завідувачем заочного сектору та викладачем політекономії у радпартшколі імені Степан Шаумяна в Баку.
З березня 1933 по 1941 рік — завідувач відділу партійного будівництва, завідувач відділу культури та побуту, відповідальний секретар, заступник головного редактора азербайджанської республіканської газети «Комуніст» (на вірменській мові).
Член ВКП(б) з 1937 року.
У 1941—1944 роках — відповідальний редактор азербайджанської республіканської газети «Комуніст» (на вірменській мові).
Член Спілки письменників СРСР із 1941 року.
У 1944—1948 роках — заступник народного комісара (з 1946 року — міністра) освіти Азербайджанської РСР; на відповідальній роботі в апараті ЦК КП(б) Азербайджану.
У 1948—1954 роках — відповідальний редактор азербайджанської республіканської газети «Комуніст» (на вірменській мові).
У 1954—1968 роках — головний редактор вірменомовних видань в Азербайджанській РСР.
З 1968 року — старший науковий співробітник Вірменської філії Інституту марксизму-ленінізму Інституту історії партії при ЦК КПРС.
Помер 16 листопада 1986 року в місті Баку.

## Нагороди
- орден Трудового Червоного Прапора
- медаль «За оборону Кавказу»
- медаль «За доблесну працю у Великій Вітчизняній війні 1941—1945 рр.»
- медалі